# Burnai Timur
Burnai Timur is een bestuurslaag in het regentschap Ogan Komering Ilir van de provincie Zuid-Sumatra, Indonesië. Burnai Timur telt 1071 inwoners (volkstelling 2010).